# Werner Loebermann
Werner Albert Julius Loebermann (* 14. April 1902 in Wermelskirchen; † unbekannt) war ein deutscher Manager.

## Leben

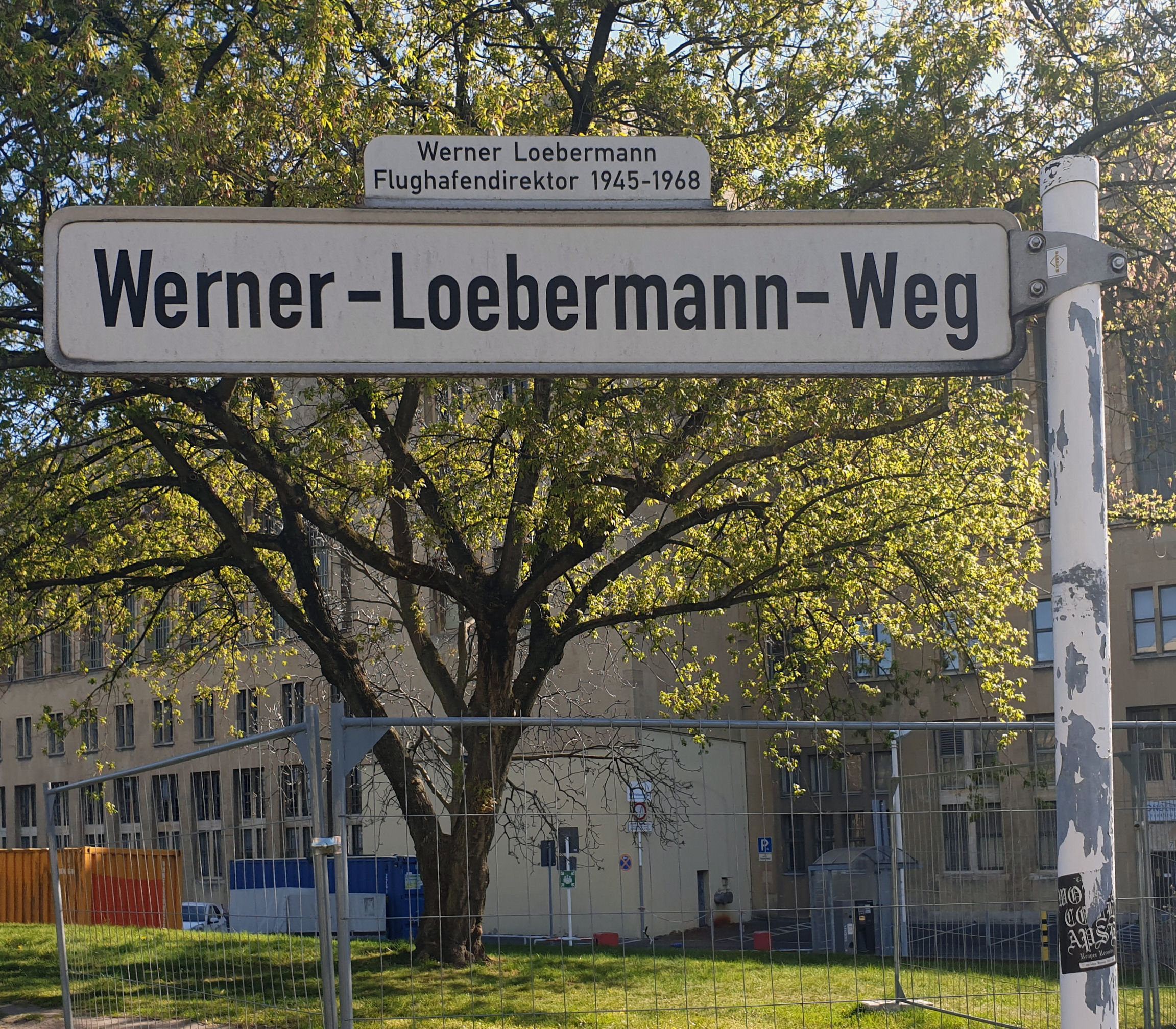
Gedenktafel auf dem Gelände des Flughafens Berlin-Tempelhof

Loebermann kam im Bergischen Land zur Welt. Sein Vater war dort Inhaber einer Schieferdeckerei. Er war ab 1939 bei der Berliner Flughafen-Gesellschaft Abteilungsleiter im Bereich Bau und wurde nach deren Wiedergründung 1945 ihr Direktor. Unter seiner Leitung wurde der Flughafen Tegel zum wichtigsten Flughafen der Stadt ausgebaut. Ende 1959 errichtete die Berliner Flughafen-Gesellschaft die ersten Abfertigungsanlagen für die Air France, die im Einvernehmen mit der zuständigen Besatzungsmacht Frankreich den Umzug von Tempelhof nach Tegel plante. Bei einer ersten Besichtigung des noch als Sperrgebiet ausgewiesenen Areals geriet er versehentlich in ein französisches Manöver. Er wurde festgenommen und ins Quartier Napoléon verbracht, wo ihn seine Mitarbeiter auslösen mussten.
1968 trat er in den Ruhestand.

## Ehrungen
- 1968: Verdienstkreuz 1. Klasse der Bundesrepublik Deutschland
- Benennung eines Weges in Berlin-Tempelhof[4]